# 串崎ケープホテル
串崎ケープホテル（くしざきケープホテル）は、福岡県糸島郡二丈町大字鹿家字串崎850（現・糸島市二丈鹿家）にかつて存在した日本のホテル。運営会社は筑肥観光株式会社。1968年（昭和43年）6月に開業し、周辺一帯を海洋レジャーランド化するという、壮大な計画も進められていたが、数年後の1973年（昭和48年）か、1974年（昭和49年）頃には閉鎖された。その後、跡地は放置されて廃墟となり、心霊スポットとして知られたが、2006年（平成18年）に取り壊された。

## 沿革

### 短い営業期間
串崎ケープホテルは、鳴き砂で知られる姉子の浜の西側にあった。東京都中央区の二階堂建築設計事務所が設計を担当した鉄筋コンクリート5階建てのホテルで、二丈町によると1964年（昭和39年）に県の事業認可を受けたとされる。
運営会社は筑肥観光株式会社。筑肥観光は角栄建設（現・長谷工不動産ホールディングス）が経営多角化の一環として設立した会社で、総合レジャーランド建設計画を練っていたものの、1975年（昭和50年）時点では休眠状態となっていた、とされる。1969年（昭和44年）時点での筑肥観光の所在地は福岡県糸島郡二丈町大字鹿家字串崎850で、串崎ケープホテルと同住所である。
『月刊ホテル旅館』によれば、1968年（昭和43年）6月に開業。そのほか、同じく1968年（昭和43年）に観光会社により開始されたとする資料、1970年（昭和45年）に開業したとする資料が混在する。1970年（昭和45年）であるとする『西日本新聞』によると、串崎ケープホテルは玄海国定公園内の約8万平方メートルの敷地に、部屋数130の本格的リゾートホテルとして開業し、当初は映画のロケなども行われて注目を浴びたという。
また、2004年（平成16年）時に73歳だった地元の女性によれば、ホテルは1970年代前半しか営業していなかった記憶があり、きらびやかなネオンに「田舎には場違いな施設という印象だった」という。
1979年（昭和49年）時点では、和室31室・洋室6室（w/b 33室）で、価格は4,500円ー12,000円。広間（35畳・50畳・120畳）、会議室、ダンスホール、食堂、売店、談話室、喫茶室、バー、遊技場、駐車場を備え、特色としては全室から海を見ることができた。売り物は烏賊すきや海賊料理で、1970年（昭和45年）の時点では佐賀県のほか、九州全体で人気が高まってきていたという。若い世代の客が急激に増えたことから、ホテルでは1階のレストランにジュークボックス（ビクター・レオノーレJB-3800）を設置している。そのほか、2階のダンスホールにもジュークボックスがあった。
1970年（昭和45年）時点では、周辺一帯を海洋レジャーランドにするという壮大な計画が進められており、プール・ドライブイン・ヨットハーバー・シースルー・遊園地などを新設し、山陽・九州新幹線が福岡まで延伸される1975年（昭和50年）には、「九州一を誇る大規模なレジャーランド」とするとされていた。
閉業時期については、1973年（昭和48年）に休業した、1974年（昭和49年）頃には事実上閉鎖状態となった、とする資料が混在する。『西日本新聞』は、開業から数年後に、創業者の急死によって閉鎖されたとしている。
電話帳の『福岡県五十音別電話番号簿』中部版では、1968年（昭和43年）から1969年（昭和44年）に掛けて「串崎海浜公園」「串崎観光ホテル」の記載があり、1970年（昭和45年）から1979年（昭和54年）に掛けて「串崎ケープホテル」の記載がある。また、同電話帳の中部版・下では1981年（昭和56年）、1982年（昭和57年）、『ハローページ』では1985年（昭和60年）になっても「串崎ケープホテル」の名前が確認できる。

### 厩舎として再利用
廃業した串崎ケープホテルはその後、スポーツの「ポロ」用の馬を育てている福岡市内の企業の所有に移った。建物は厩舎として、敷地内は放牧場として再利用されることとなった。
2001年（平成13年）の時点で、当時24歳の競馬騎手志望だった男性が敷地内の馬の調教を任されていた。この男性はホテル内で宿直も行っていたが、数年前に「変わった風景を撮りたい」とやってきたテレビ局が「心霊スポット」としてホテルを取り上げて以来、夏になると肝試しに訪れる若者に悩まされるようになったという。

### 心霊スポット化
しかしその後、厩舎としての利用も休止となった。2001年（平成13年）には福岡地方裁判所で会社更生法の手続きが開始され、2006年（平成18年）の解体開始時点では、ホテルは更生管財人の管理下に置かれている。建物は老朽化が進み、窓硝子が割れ、錆びた鉄筋が剥き出しになっていた。一帯は玄海国定公園の第一種特別地域であり、町の担当者はこのホテルも「改修か改築しか認められない」と説明していた。
やがて串崎ケープホテルは、インターネットの掲示板で「心霊スポット」「幽霊が出る」「謎のリゾートホテル」と紹介されるようになり、不審火が相次ぐようになった。2002年（平成14年）12月から2006年（平成18年）の解体開始時点までに6件の不審火が発生し、建物の早期解体を求める声が上がっていた。2003年（平成15年）10月には、二丈町と住民が管財人に解体要望書を提出しており、福岡県自然環境課も、2度にわたり解体するよう文書で指導した。しかし権利関係が複雑であったため、解体の話は中々進まなかった。
2004年（平成16年）には、ホテル内で変死体が発見される事件も発生している。発見者となったのは肝試しをしていた福岡市内の大学生の男女4人で、9月4日午前6時頃、2階の天井の剥き出しになった鉄筋にロープを掛けて首を吊っている死体を発見し、県警前原署に通報した。死体は身長170センチの痩せ形の男性で、25歳から35歳とみられ、死後5、6時間が経過していた。
2006年（平成18年）8月28日になって、業者により屋内のごみの運び出しが始まり、解体作業が開始された。町によると、解体作業が始まったのは抵当権者らの同意が得られたためとみられ、解体工事は12月20日までの予定とされた。現在は更地となっている。

## ギャラリー
- 1975年（昭和50年）3月11日の串崎。L字型の串崎ケープホテルの建物、鯨を模したらしき形のプールが確認できる。
- 2005年（平成17年）の串崎ケープホテル。
- 串崎ケープホテル近景。屋根が崩落していることが確認できる。半円形に飛び出した部分は展望大浴場[18]。
- 解体後の姿。2007年（平成19年）1月14日撮影。